# إيرما غريس
ايرما ايدا ايلزا غريس (بالألمانية: Irma Grese)
ولدت في (7 أكتوبر 1923 وتوفيت في 13 ديسمبر 1945) سجانة في معسكرات الاعتقال النازية في رافنسبروك وأوشفتز و بيرغين-بلسين.

## سنواتها الأولى
ولدت ايرما غريس في 7 أكتوبر 1923 في مكلنبورغ في ألمانيا. كان أبوها أدولف غريس فلاحا انتسب إلى الحزب النازي منذ عام 1937. كان لايرما 4 أخوة وأخوات.
في العام 1936 انتحرت أمها بيرتا غريس. تركت ايرما المدرسة في سن الخامسة عشرة. انتسبت بعدها إلى اتحاد الفتيات النازيات وهي منظمة للفتيات على غرار منظمة شباب هتلر.
عملت إيرما بعد تركها للدراسة لمدة 6 أشهر في مزرعة وبعدها عملت لمدة 6 أشهر أيضا في محل تجاري.

## سنوات الحرب الأولى والانتساب إلى وحدة الدعم النسائية في الاس اس
في بداية الحرب عملت إيرما كممرضة مساعدة في مشفى (Hohenluchen) حيث بقيت هناك لمدة سنتين ولم يسمح لها مستواها التعليمي أن تصبح مسعفة فتم إرسالها للعمل في مزرعة للألبان في (Fürstenburg). في يوليو عام 1942 حاولت مجددا العمل كمسعفة ولكنها لم تستطيع فانتسبت إلى وحدة الدعم النسائية للاس اس على الرغم من معارضة والدها.

## العمل في معسكرات الاعتقال النازية
بدأت ايرما غريس العمل كسجانة في معسكر الاعتقال النازي المخصص للنساء في رافنسبروك عام 1942 وفي مارس عام 1943 تم نقلها للعمل كسجانة في معسكر أوشفتز، وفي نهاية عام 1943 تم تعيينها كبيرة سجانات المعسكر، وهكذا صار لا يفصلها عن قائد المعسكر الا مرتبة واحدة ولم يتجاوز عمرها وقتها العشرين عاما وصارت المسؤولة عن حوالي 30 ألف امرأة يهودية معتقلة.
المعتقلون الناجون من معسكر أوشفتز تحدثو في شهاداتهم عن وحشية ايرما غريس. لقبت ايرما بعدة ألقاب منها «الشيطان أشقر الشعر»، «ملاك الموت»، «الوحش الجميل». لتعذيب المعتقلين استعملت إيرما عدة طرق جسدية ونفسية، ضربت النساء المعتقلات حتى الموت واستمتعت بإطلاق النار على المعتقلين بشكل عشوائي. كانت تجوع كلابها لتقوم باطلاقهم على المتعقلين، وقامت شخصيا بارسال مئات الأشخاص إلى حجرات الإعدام بالغاز الموجودة في معسكر أوشفتز. كانت إيرما غريس ترتدي أحذية ثقيلة، وتحمل دائما إلى جانب مسدسها سوطا مضفورا من السيلوفان.
في مارس عام 1945 تم نقل إيرما غريس إلى معسكر الاعتقال النازي بيرغين-بلسين حيث صارت هناك مديرة العمل في المعسكر.

## الاعتقال والمحاكمة

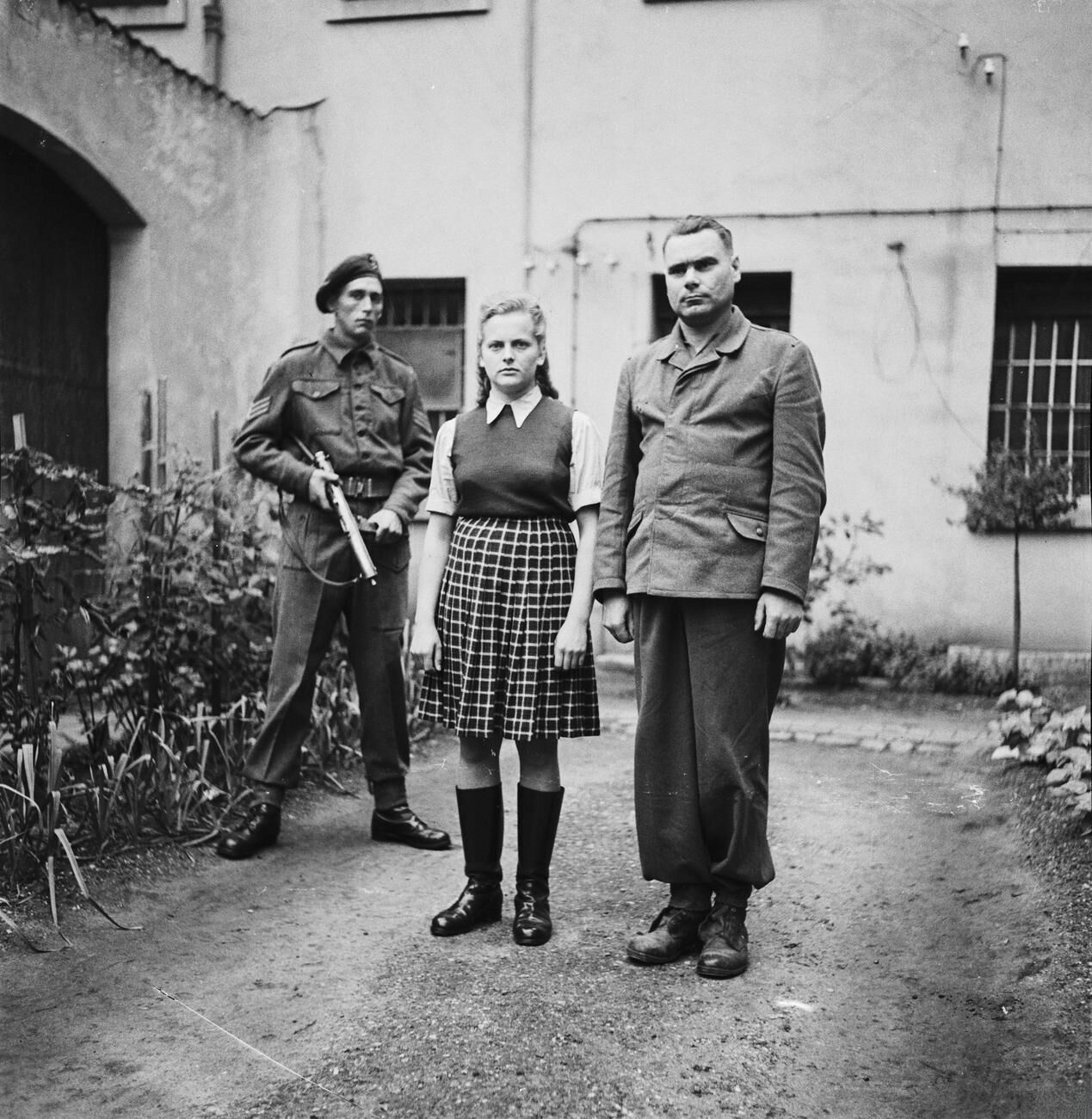
ايرما غريس (في الوسط) وجوزيف كارمر(من اليمين) في السجن

مع اقتراب نهاية الحرب دخل الحلفاء إلى أراضي ألمانيا النازية وقامت القوات البريطانية بتحرير معسكر بيرغين-بلسين في 15 أبريل 1945 ووجد فيه جثث 10 آلاف قتيل و60 ألف معتقل لا زالو على قيد الحياة. وتم اعتقال إيرما غريس 17 أبريل 1945 هي وكافة أفراد وضباط الاس اس الذين بقوا في المعسكر ولم يهربوا.
انعقدت محكمة عسكرية بريطانية لسجاني معسكر بيرغين-بلسين حيث تمت محاكمة ايرما غريس وكان من المتهمين معها قائد المعسكر جوزيف كارمر واستمرت المحاكمة من 17 سبتمبر 1945 حتى 17 نوفمبر 1945.
تمت ادانة إيرما غريس وحكم عليها بالإعدام شنقا مع ثمانية رجال (بينهم جوزيف كارمر قائد المعسكر) واثنتين من النساء وتم رفض الاستئناف المقدم في القضية.
== الإعدام == وتم تنفيذ الحكم في تاريخ ١٣ ديسمبر سنة ١٩٤٥

## وصلات خارجية
- The Belsen Trial, Law-Reports of Trials of War Criminals, The United Nations War Crimes Commission, Volume II, London, HMSO, 1947, retrieved on 22 December 2006.
- Biography in German[وصلة مكسورة] بي دي إف  (63.8 KB)
- SS-Frauen am Galgen (German), max.mmvi.de, retrieved on 22 December 2006.
- Irma Grese, Capital Punishment U.K., retrieved on December 6, 2009.